# Tension mécanique

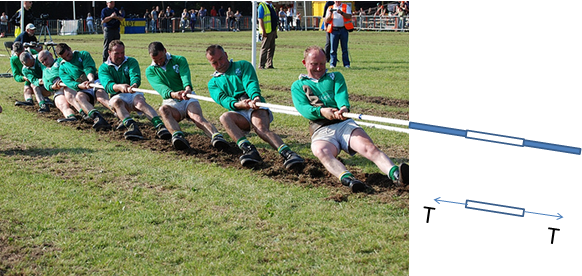
Combinaison d'une photo d'une équipe de tir à la corde avec une illustration dessinée des éléments de la corde et un diagramme de corps libre d'un élément représentant la tension mécanique exercée par les deux équipes.

En physique, la tension mécanique d'un solide ou une corde, exprimée en newtons (N) — ce qui correspond à des kg m s−2 dans le système d'unités SI — est l'effort qu'ils subissent quand ils sont soumis, à leur extrémités, à deux forces dirigées vers l'extérieur. En mécanique du solide déformable, cet effort correspond à une contrainte appelée traction.
Le comportement vibratoire d'une corde élastique dépend de sa tension. C'est la variation de cette tension qui permet d'accorder un instrument à cordes. 
Contrairement à la corde, un solide peut être mis en compression (ce qui correspond à une contrainte de traction négative).
Lors du calcul de la force centripète s'appliquant à une masse {\displaystyle m} en rotation à une vitesse {\displaystyle V} et parcourant un cercle de rayon {\displaystyle r}, la tension du fil ou de ce qui retient la masse s'exprime par la formule {\displaystyle m{\frac {v^{2}}{r}}}.